# کلیسای جامع الکساندر نوسکی صوفیه
کلیسای جامع الکساندر نوسکی صوفیه یک کلیسای جامع واقع در صوفیه، بلغارستان است.
ساخت و ساز این ساختمان در سال ۱۸۸۲ میلادی شروع شده و در سال ۱۹۱۲ به پایان رسید. ارتفاع این کلیسا در بلندترین نقطه ۵۴ متر و ارتفاع گنبد آن در بیرون ۴۵ متر می‌باشد.

## نگارخانه

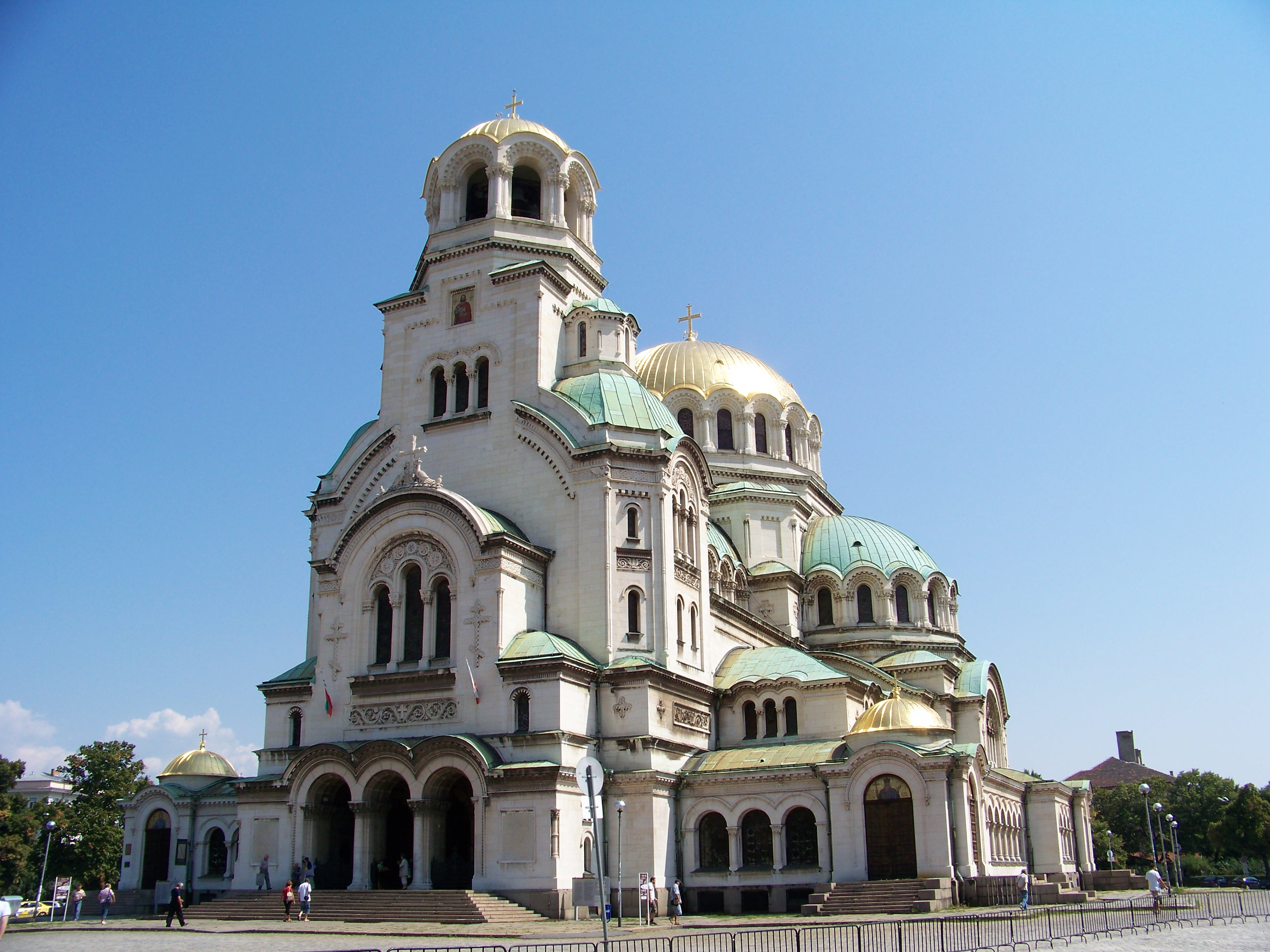
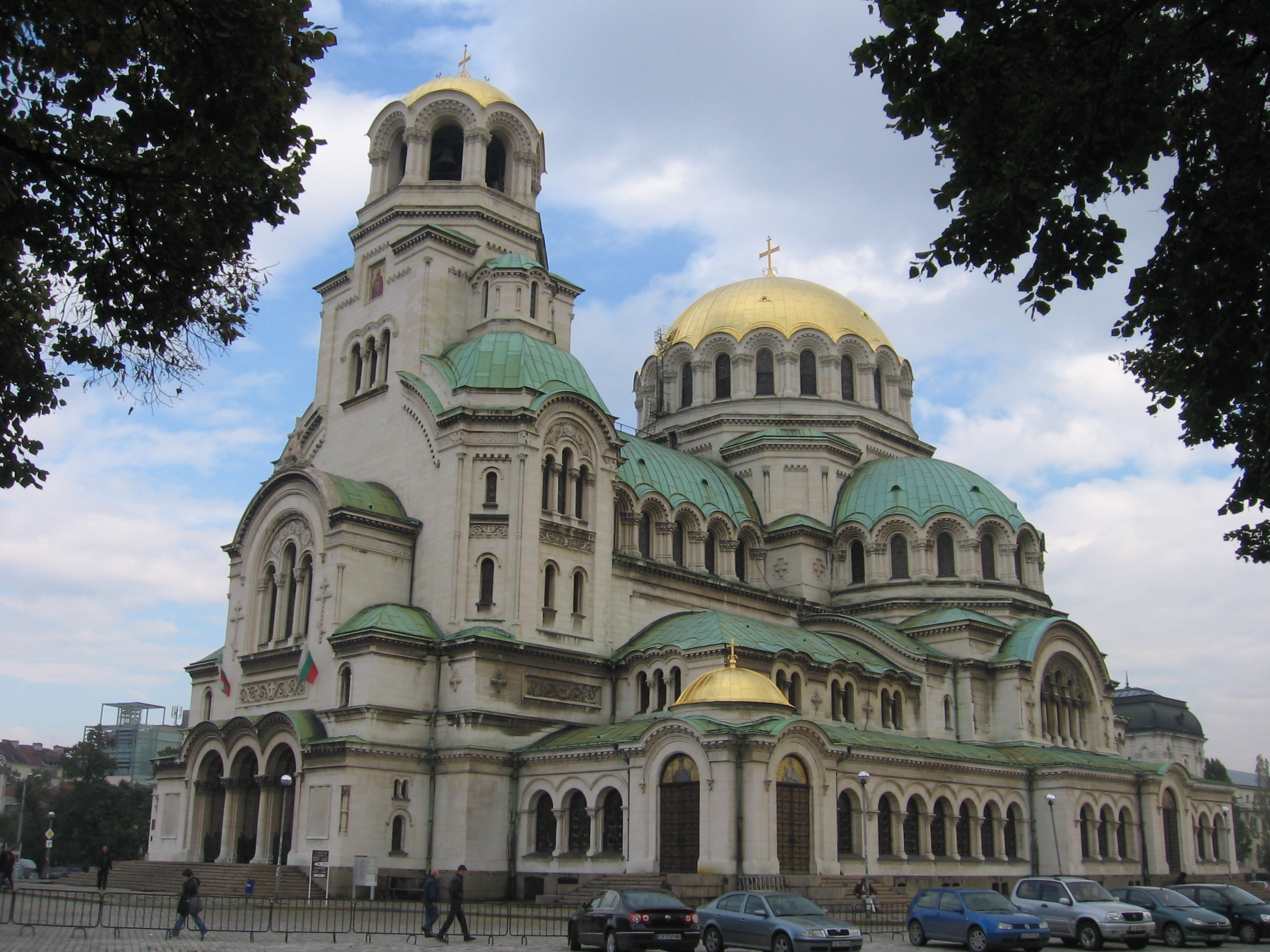
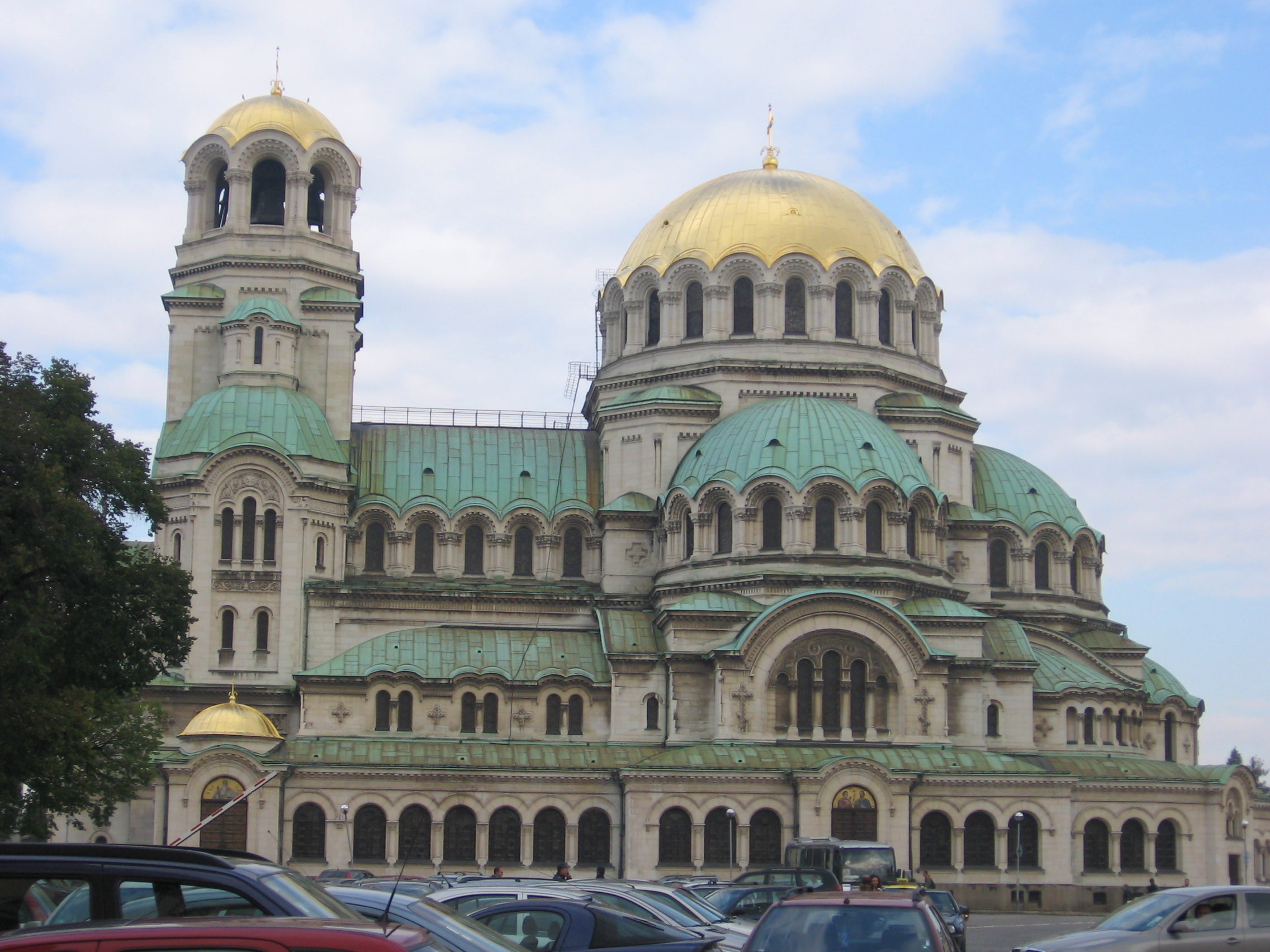
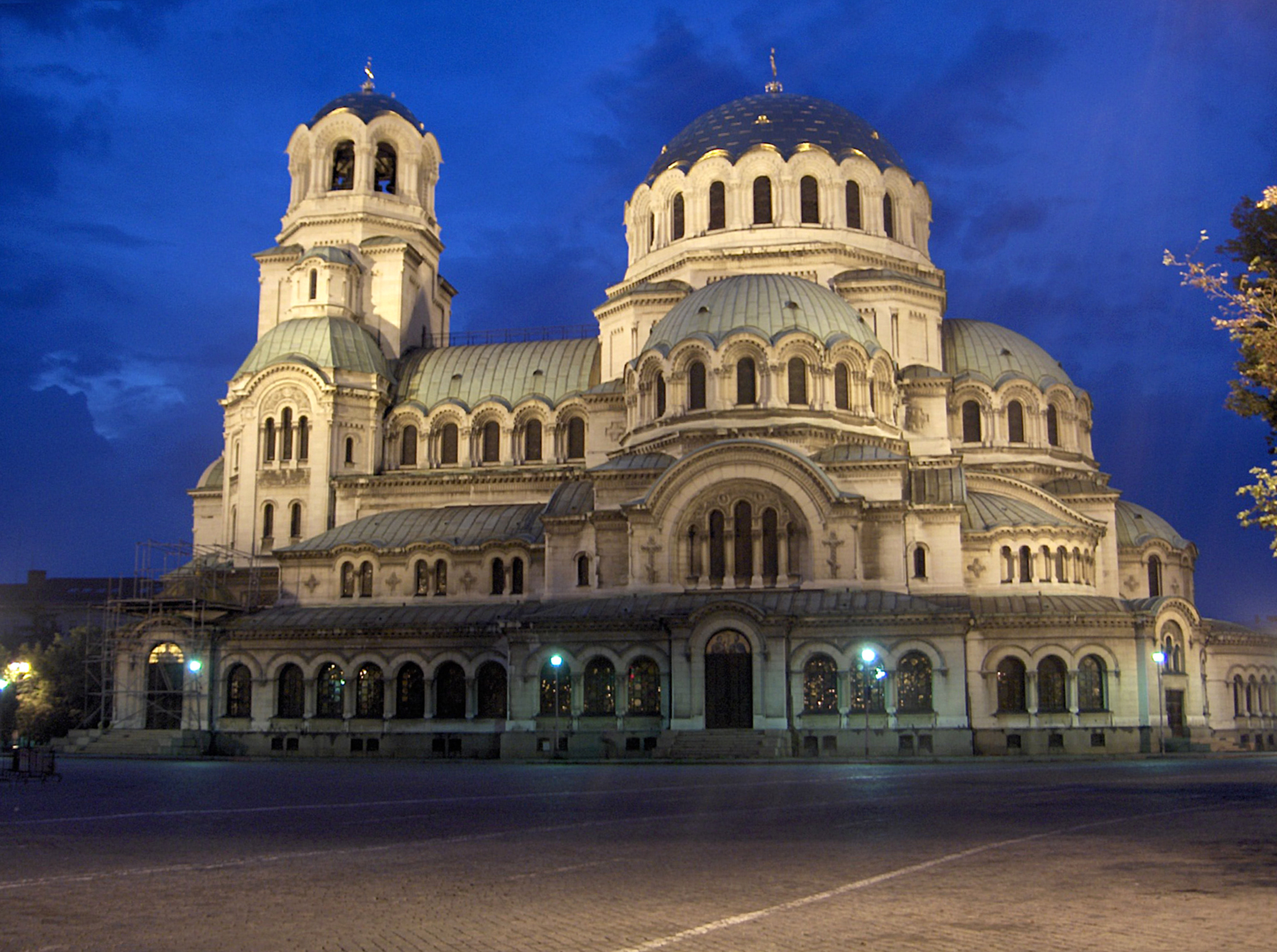
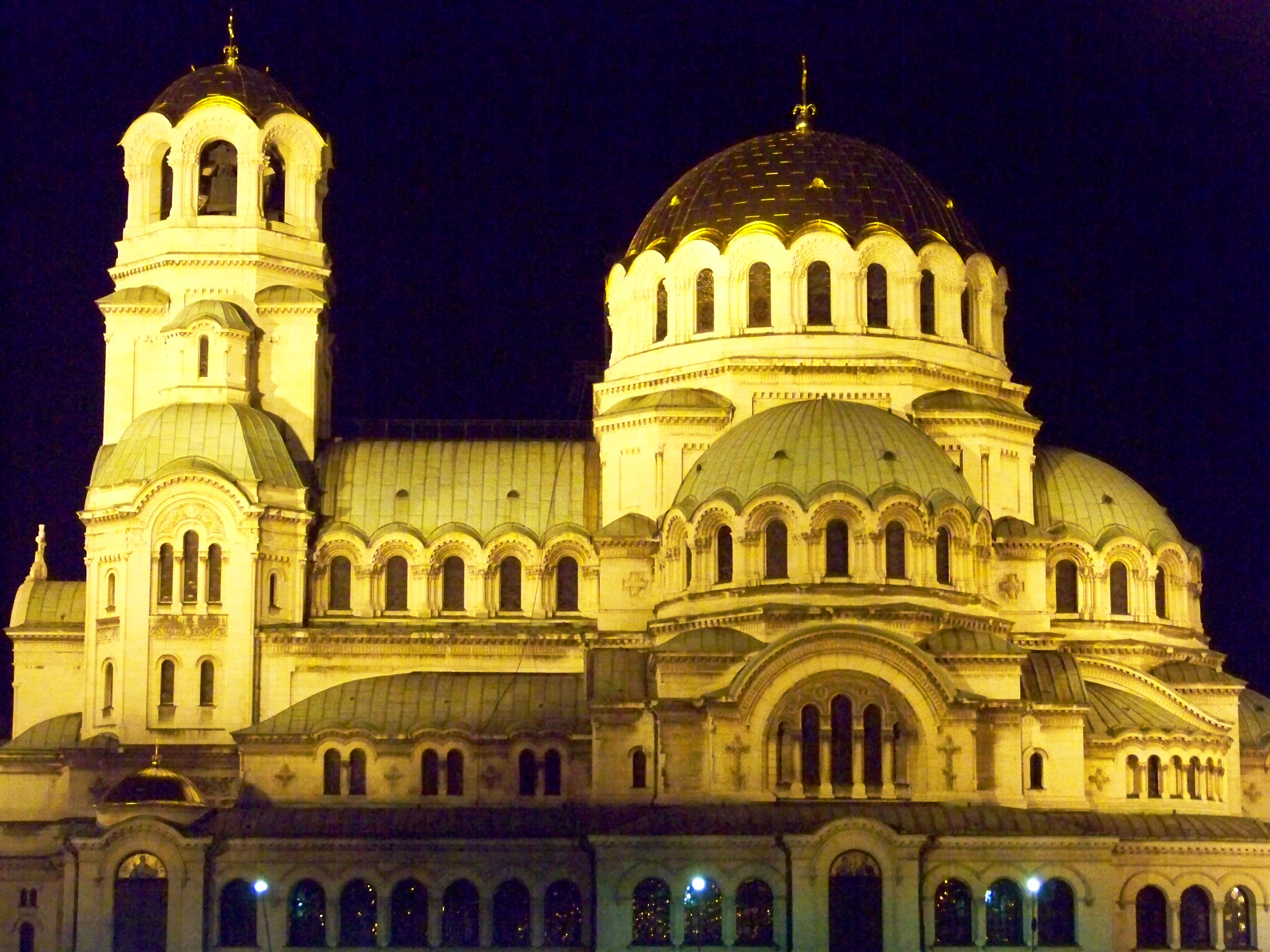
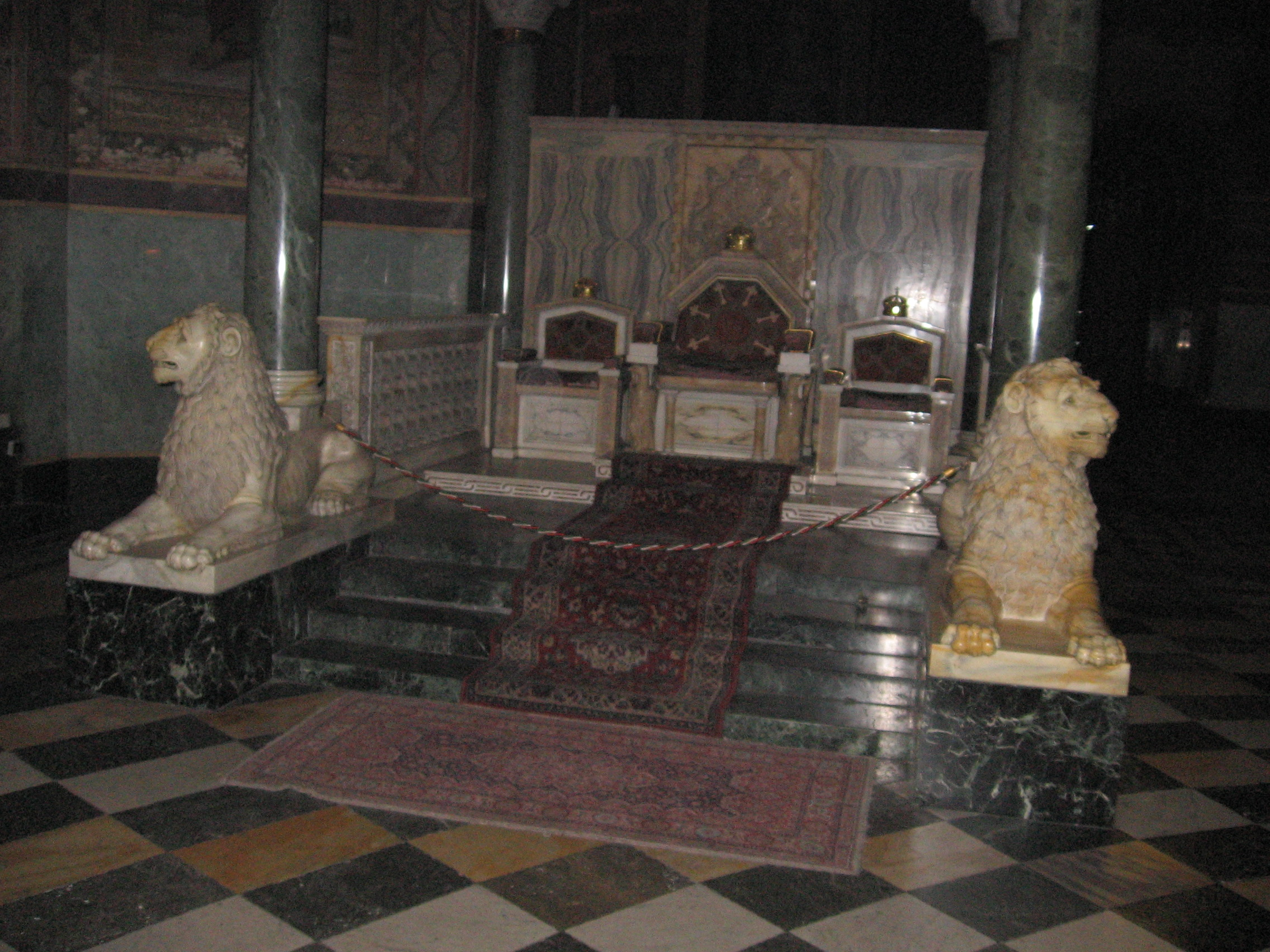
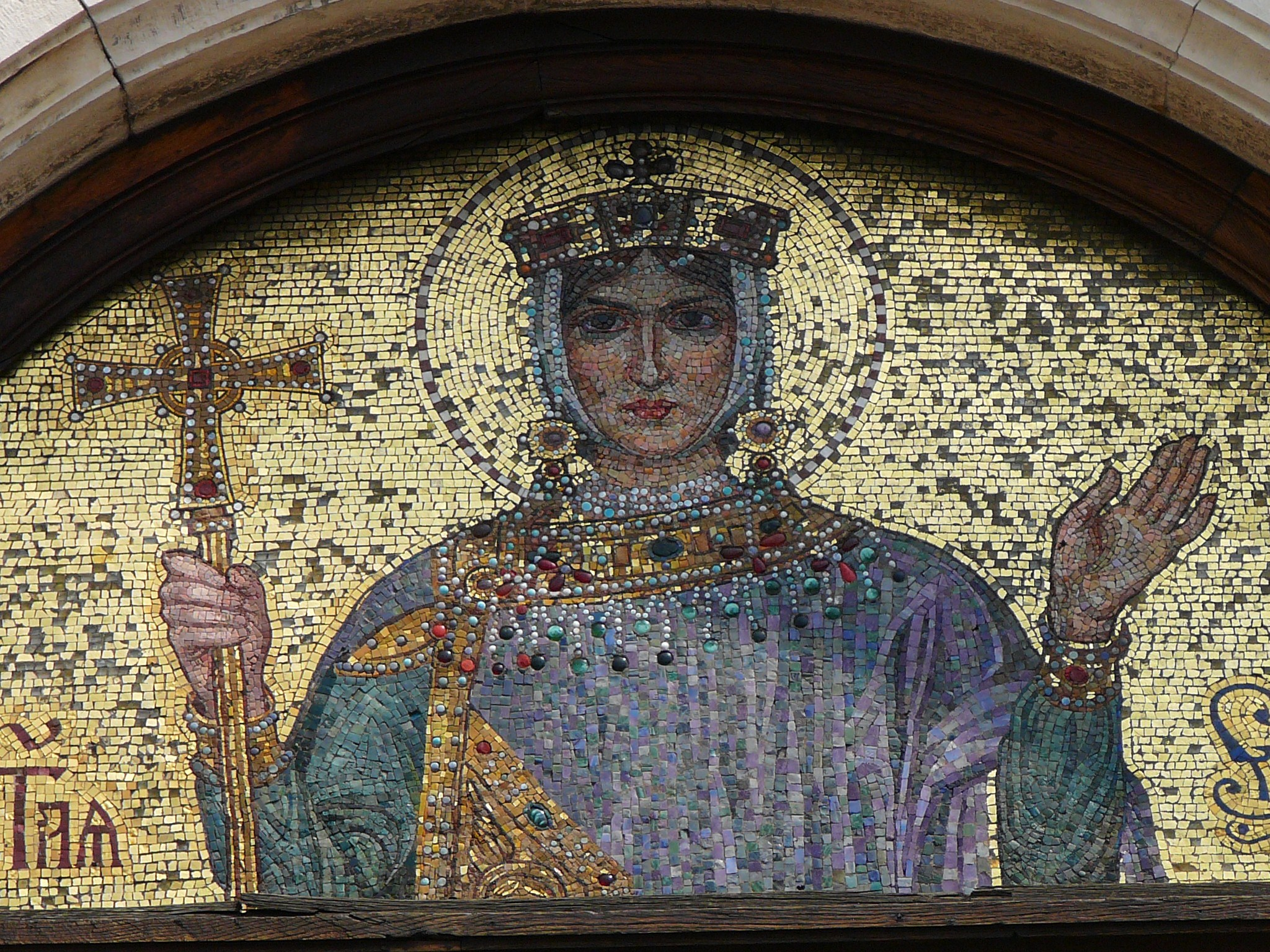